# Premis Butaca de 2021
Vint-i-setena edició dels Premis Butaca de teatre celebrada el 15 de novembre de 2021 al Teatre Monumental de Mataró i retransmesa a través d'internet per Xala! i la Xarxa de Televisions Locals.

## Palmarès i nominacions[1]

### Premi Butaca al millor muntatge teatral
| Obra                                                 | Productora                                                                        | Resultat  |
| ---------------------------------------------------- | --------------------------------------------------------------------------------- | --------- |
| Canto jo i la muntanya balla                         | La Perla 29                                                                       | Guanyador |
| La cabra o qui és Sylvia?                            | La Villarroel                                                                     | Nominat   |
| El combat del segle                                  | Sala Beckett/Festival Grec’ 20/Centro Dramático Nacional/Teatre Principal (Palma) | Nominat   |
| De què parlem mentre no parlem de tota aquesta merda | Teatre Nacional de Catalunya                                                      | Nominat   |
| Filumena Marturano                                   | La Perla 29                                                                       | Nominat   |
| Mare de sucre                                        | Teatre Nacional de Catalunya/Escenaris Especials                                  | Nominat   |
| Les tres germanes                                    | Teatre Lliure                                                                     | Nominat   |

### Premi Butaca al millor musical
| Obra                     | Productora                      | Resultat  |
| ------------------------ | ------------------------------- | --------- |
| La filla del mar         | Focus/Festival Grec' 21         | Guanyador |
| Balada per un home mort  | Anònims Produccions             | Nominat   |
| Barcelona 24h            | Suerte en mi vida               | Nominat   |
| Mistela Candela Sarsuela | Cristina Ferrer/Epidèmia Teatre | Nominat   |

### Premi Butaca al millor espectacle de dansa
| Obra                  | Productora                         | Resultat  |
| --------------------- | ---------------------------------- | --------- |
| Sonoma                | La Veronal                         | Guanyador |
| Hidden                | Lali Ayguadé Company               | Nominat   |
| Highlands             | Mal Pelo                           | Nominat   |
| Jo, dona. A Lili Elbe | Cia. Marta Carrasco/Temporada Alta | Nominat   |

### Premi Butaca al millor espectacle de petit format
| Obra                  | Productora                          | Resultat  |
| --------------------- | ----------------------------------- | --------- |
| Història d'un senglar | Temporada Alta/Festival Grec' 21    | Guanyador |
| El bon policia        | El Maldà/Les Decennals de Valls ’21 | Nominat   |
| M'hauríeu de pagar    | Atrium/Temporada Alta               | Nominat   |
| Pruna                 | Col·lectiu Nins                     | Nominat   |

### Premi Butaca a la millor espectacle per a públic familiar
| Obra            | Productora      | Resultat  |
| --------------- | --------------- | --------- |
| El màgic d'Oz   | La Brutal       | Guanyador |
| Camí a l'escola | Campi qui pugui | Nominat   |
| Frank           | Teatre Lliure   | Nominat   |
| Sopa de pedres  | Engruna Teatre  | Nominat   |

### Premi Butaca a la millor direcció
| Director/a              | Obra                                                 | Resultat   |
| ----------------------- | ---------------------------------------------------- | ---------- |
| Guillem Albà/Joan Arqué | Canto jo i la muntanya balla                         | Guanyadors |
| Clàudia Cedó            | Mare de sucre                                        | Nominada   |
| Denise Duncan           | El combat del segle                                  | Nominada   |
| Julio Manrique          | Les tres germanes                                    | Nominat    |
| Magda Puyo              | I només jo vaig escapar-me                           | Nominada   |
| Israel Solà             | De què parlem mentre no parlem de tota aquesta merda | Nominat    |

### Premi Butaca a la millor actriu
| Actriu         | Obra                      | Resultat   |
| -------------- | ------------------------- | ---------- |
| Clara Segura   | Filomena Marturano        | Guanyadora |
| Andrea Álvarez | Mare de sucre             | Nominada   |
| Maria Ribera   | Solitud                   | Nominada   |
| Emma Vilarasau | La cabra o qui és Sylvia? | Nominada   |

### Premi Butaca al millor actor
| Actor           | Obra                         | Resultat  |
| --------------- | ---------------------------- | --------- |
| Joan Carreras   | Història d'un senglar        | Guanyador |
| Enrico Iannello | Filumena Marturano           | Nominat   |
| Josep Julien    | Sandra                       | Nominat   |
| David Menéndez  | L’olor eixordadora del blanc | Nominat   |

### Premi Butaca a la millor actriu de musical
| Actor            | Obra                     | Resultat   |
| ---------------- | ------------------------ | ---------- |
| Mariona Castillo | La filla del mar         | Guanyadora |
| Júlia Bonjoch    | Pegados                  | Nominada   |
| Aida Llop        | Mistela Candela Sarsuela | Nominada   |
| Mireia Orrit     | Barcelona 24h            | Nominada   |

### Premi Butaca al millor actor de musical
| Actor        | Obra                     | Resultat  |
| ------------ | ------------------------ | --------- |
| Toni Vinyals | La filla del mar         | Guanyador |
| Jaume Casals | Barcelona 24h            | Nominat   |
| Lluís Oliver | Mistela Candela Sarsuela | Nominat   |
| Joan Sáez    | Mistela Candela Sarsuela | Nominat   |

### Premi Butaca a la millor actriu de repartiment
| Actriu               | Obra                                                 | Resultat   |
| -------------------- | ---------------------------------------------------- | ---------- |
| Anna Sahun           | Canto jo i la muntanya balla                         | Guanyadora |
| Mònica López         | De què parlem mentre no parlem de tota aquesta merda | Nominada   |
| Àurea Márquez        | M'hauríeu de pagar                                   | Nominada   |
| María Rodríguez Soto | Mare de sucre                                        | Nominada   |

### Premi Butaca al millor actor de repartiment
| Actor           | Obra               | Resultat  |
| --------------- | ------------------ | --------- |
| Lluís Soler     | Les tres germanes  | Guanyador |
| Roger Casamajor | Galatea            | Nominat   |
| Albert Pérez    | M'hauríeu de pagar | Nominat   |
| Carles Roig     | M'hauríeu de pagar | Nominat   |

### Premi Butaca al millor intèrpret femení de dansa
| Actor            | Obra      | Resultat   |
| ---------------- | --------- | ---------- |
| Lali Ayguadé     | Gizaki    | Guanyadora |
| Lorena Nogal     | Sonoma    | Nominada   |
| Federica Porello | Highlands | Nominada   |

### Premi Butaca al millor intèrpret masculí de dansa
| Actor             | Obra             | Resultat  |
| ----------------- | ---------------- | --------- |
| Luis Martínez Gea | Animal de séquia | Guanyador |
| Diego Sinniger    | Hidden           | Nominat   |
| Lisard Tranis     | Hidden           | Nominat   |

### Premi Butaca a la millor escenografia
| Finalistes                               | Obra                         | Resultat   |
| ---------------------------------------- | ---------------------------- | ---------- |
| Alfred Cases/Laura Clos Caturla "Closca" | Canto jo i la muntanya balla | Guanyadors |
| Víctor Peralta                           | El combat del segle          | Nominat    |
| Max Glaenzel                             | La nit de la iguana          | Nominat    |
| Lluc Castells                            | Les tres germanes            | Nominat    |

### Premi Butaca al millor disseny de llums
| Finalistes       | Obra                         | Resultat   |
| ---------------- | ---------------------------- | ---------- |
| Sylvia Kuchinow  | Canto jo i la muntanya balla | Guanyadora |
| Guillem Gelabert | El combat del segle          | Nominat    |
| Lluís Serra      | L’olor eixordadora del blanc | Nominat    |
| Jaume Ventura    | Les tres germanes            | Nominat    |

### Premi Butaca al millor vestuari
| Finalistes                  | Obra                         | Resultat   |
| --------------------------- | ---------------------------- | ---------- |
| Nídia Tusal                 | Canto jo i la muntanya balla | Guanyadora |
| Nina Pawlowsky              | El combat del segle          | Nominada   |
| Lluc Castells/Marian García | L'emperadriu del Paral·lel   | Nominats   |
| Bàrbara Glaenzel            | Solitud                      | Nominada   |

### Premi Butaca a la millor caracterització
| Finalistes    | Obra                                                 | Resultat   |
| ------------- | ---------------------------------------------------- | ---------- |
| Clàudia Abbad | El màgic d'Oz                                        | Guanyadora |
| Imma Capell   | L'emperadriu del Paral·lel                           | Nominada   |
| Anna Rosillo  | De què parlem mentre no parlem de tota aquesta merda | Nominada   |

### Premi Butaca al millor text teatral
| Obra                                                 | Autor/a           | Resultat  |
| ---------------------------------------------------- | ----------------- | --------- |
| De què parlem mentre no parlem de tota aquesta merda | Joan Yago         | Guanyador |
| Mare de sucre                                        | Clàudia Cedó      | Nominat   |
| M'hauríeu de pagar                                   | Jordi Prat i Coll | Nominat   |
| Pruna                                                | Queralt Riera     | Nominat   |

### Premi Butaca a la millor coreografia
| Actor        | Obra      | Resultat   |
| ------------ | --------- | ---------- |
| Lali Ayguadé | Hidden    | Guanyadora |
| Mal Pelo     | Highlands | Nominats   |
| Marcos Morau | Sonoma    | Nominat    |

### Premi Butaca a la millor composició musical
| Finalistes                   | Obra                         | Resultat   |
| ---------------------------- | ---------------------------- | ---------- |
| Judit Neddermann             | Canto jo i la muntanya balla | Guanyadora |
| Pau Barbarà Mir/Didac Flores | Barcelona 24h                | Nominats   |
| Marc Sambola                 | La filla del mar             | Nominat    |
| Paula Jornet/Arnau Vallvé    | El màgic d'Oz                | Nominats   |

### Premi Butaca al millor espai sonor
| Finalistes             | Obra                         | Resultat  |
| ---------------------- | ---------------------------- | --------- |
| Joan Gorro             | Canto jo i la muntanya balla | Guanyador |
| Damien Bazin           | La nit de la iguana          | Nominat   |
| Judit Farrés           | Sandra                       | Nominada  |
| Ricardo González Yanel | L’olor eixordadora del blanc | Nominat   |

### Butaca Honorífica-Anna Lizaran
- Imma Colomer